# Брабазон, Эдвард, 4-й граф Мит
Эдвард Брабазон, 4-й граф Мит (англ. Edward Brabazon, 4th Earl of Meath; ок. 1638 — 22 февраля 1707) — англо-ирландский политик, пэр и военный.

## Биография
Родился около 1638 года. Второй сын Эдварда Брабазона, 2-го графа Мита (ок. 1610—1675), и Мэри Шамбре (? — 1685).
В 1661 году он был капитаном пехотного полка. С июня по август 1666 года — член Палаты общин Ирландии от графства Уиклоу. В 1675 году он был назначен смотрителем всех королевских парков в Ирландии. С 1679 года — член Тайного совета Ирландии.
В марте 1684 года после смерти своего старшего брата Уильяма Брабазона, 3-го графа Мита, не оставившего после себя сыновей, Эдвард Брабазон унаследовал титулы 4-го графа Мита (Пэрство Ирландии) и 5-го барона Арди в графстве Лаут (Пэрство Ирландии).
В 1685 году Эдвард Брабазон был назначен хранителем рукописей (Custos Rotulorum) графства Дублин и графства Килдэр. После Славной революции он поддержал нового короля Англии Вильгельма III Оранского и в 1689 году стал полковником пехотного полка своей армии в Ирландии. В том же году он был заочно избран Патриотическим парламентом Якова II в Дублине. Он участвовал в осаде Каррикфергуса, битве при Бойне и осаде Лимерика, где был ранен. В 1690 году был подтвержден в должности тайного советника.

## Личная жизнь
Лорд Мит был дважды. До 1677 года он женился первым браком на Сесилии Бреретон (? — 12 июля 1704), дочери сэра Уильям Бреретона, 1-го барона. В сентябре 1704 года он женился вторым браком на Дороти Стопфорд (? — 10 апреля 1729), дочери Джеймса Стопфорда и Мэри Форт. Оба его брака были бездетными.
Лорд Мит скончался 22 февраля 1707 года, не оставив потомства. Ему наследовал его младший брат, Шамбре Брабазон, 5-й граф Мит.